# Минско възвишение
Минското възвишение (на беларуски: Менскае ўзвышша) е възвишение в централната част на Беларус.
То е най-висока част на обширното Беларуско възвишение. Разположено е между торните течения на реките Неман, Вилия и Березина с височина 200 – 300 m, максимална връх Сьвятая гара 345 m, 53°50′55″ с. ш. 27°03′57″ и. д. / 53.848611° с. ш. 27.065833° и. д., най-високата точка на Беларус. Основата му е изградена от девонски, кредни и палеогенови скали. Релефът на възвишението представлява система от дъгообразно разположени силно разчленени кройни моренни валове, с платообразни участъци между тях и многочислени речни долини. Явява се вододел между водосборните басейни на реките Неман на запад и северозапад и Днепър на юг, изток и югоизток. От него водят началото си множество реки, най-големи от които са: Неман, Вилия, Березина, Свислоч и Птич. Викосите части на хълмовете и пясъчните понижения между тях са заети от борови и смърчово-борови гори с примеси от бреза. Ниските му участъци, основно на юг са земеделски усвоени.